# Painting With
Painting With je desáté studiové album americké hudební skupiny Animal Collective. Na nahrávce se podíleli například John Cale a Colin Stetson. Skupina album nahrála v triu, jeden z členů – Josh Dibb (Deakin) – na albu nefiguruje. Deska byla vydána dne 19. února 2016 (vydavatelství Domino Records). Album bylo dostupné s třemi různými obaly, přičemž každý zachycoval malbu obličeje jednoho z členů kapely (autorem maleb je Brian DeGraw). Autorem designu alba byl Rob Carmichael. Album bylo inspirováno výtvarným uměním dvacátého století, zejména kubismem.
Záměr natočit nové album, první od nahrávky Centipede Hz z roku 2012, oznámil Noah Lennox (Panda Bear) již v březnu 2015. V červenci 2015 bylo oznámeno dokončení nahrávání alba. Nahrávalo se v losangeleském studiu EastWest Studios. Dne 26. listopadu 2015 bylo album přehráváno na Baltimorsko-Washingtonském mezinárodním letišti. O čtyři dny později bylo oficiálně oznámeno vydání desky. Téhož dne byl vydán první singl nazvaný „FloriDada“.

## Seznam skladeb
| Pořadí | Název              | Délka |
| ------ | ------------------ | ----- |
| 1.     | FloriDada          | 4:05  |
| 2.     | Hocus Pocus        | 3:16  |
| 3.     | Vertical           | 4:14  |
| 4.     | Lying in the Grass | 3:34  |
| 5.     | The Burglars       | 2:43  |
| 6.     | Natural Selection  | 2:41  |
| 7.     | Bagels in Kiev     | 2:48  |
| 8.     | On Delay           | 3:48  |
| 9.     | Spilling Guts      | 1:58  |
| 10.    | Summing the Wretch | 3:08  |
| 11.    | Golden Gal         | 4:41  |
| 12.    | Recycling          | 4:06  |

| Pořadí | Název            | Délka |
| ------ | ---------------- | ----- |
| 13.    | Gnip Gnop        | —     |
| 14.    | Hounds of Bairro | —     |

## Obsazení
Animal Collective
- David Portner (Avey Tare)
- Noah Lennox (Panda Bear)
- Brian Weitz (Geologist)

Ostatní hudebníci
- John Cale – viola v „Hocus Pocus“
- Colin Stetson – saxofon v „Floridada“